# Wetmorena haetiana
Wetmorena haetiana — вид веретільницеподібних ящірок родини Diploglossidae. Ендемік острова Гаїті.

## Підвиди
Виділяють три підвиди:
- Wetmorena haetiana haetiana Cochran, 1927 — схід і центр гірського масиву Сель, на висоті від 1525 до 2700 м над рівнем моря;
- Wetmorena haetiana mylica Schwartz, 1965 — гори Сьєрра-де-Баоруко[en], на висоті від 790 до 1350 м над рівнем моря.
- Wetmorena haetiana surda Schwartz, 1965 — крайній схід гірського масиву Сель, на висоті від 1460 до 2440 м над рівнем моря.

## Поширення і екологія
Wetmorena haetiana мешкають в горах на півдні Гаїті і Домініканської Республіки. Вони живуть в сухих широколистяних і соснових тропічних лісах, на висоті від 790 до 2700 м над рівнем моря. Є живородними, живляться безхребетними.

## Збереження
МСОП класифікує цей вид як такий, що перебуває під загрозою зникнення. Wetmorena haetiana загрожує знищення природного середовища.